# Watts River
Watts River är ett vattendrag i Australien. Det ligger i delstaten Victoria, omkring 58 kilometer öster om delstatshuvudstaden Melbourne.
I omgivningarna runt Watts River växer i huvudsak städsegrön lövskog. Runt Watts River är det glesbefolkat, med 15 invånare per kvadratkilometer. Genomsnittlig årsnederbörd är 1 391 millimeter. Den regnigaste månaden är juni, med i genomsnitt 161 mm nederbörd, och den torraste är januari, med 57 mm nederbörd.